# Nederländska ordspråk
Nederländska ordspråk (nederländska: Nederlandse Spreekwoorden) är en oljemålning av den flamländske konstnären Pieter Bruegel den äldre. Den målades 1559 och är utställd på Gemäldegalerie i Berlin. Målningen illustrerar flera ordspråk och idiom.
Det amerikanska bandet Fleet Foxes använder tavlan som omslag till sitt självbetitlade debutalbum från 2008.